# Couvre-feu (film)
Pour les articles homonymes, voir Couvre-feu (homonymie).
Pour plus de détails, voir Fiche technique et Distribution.
Couvre-feu ou Le Siège au Québec (The Siege) est un film américain réalisé par Edward Zwick et sorti en 1998.

## Synopsis
L'agent spécial du FBI Anthony « Hub » Hubbard (Denzel Washington) et son unité antiterroriste enquêtent sur un réseau de cellules terroristes islamistes qui opèrent à New York. Il reçoit l'aide de l'agent Elise Kraft (Annette Bening) (de son vrai nom Sharon Bridger) de la CIA et de son informateur, Samir Nazhde (Sami Bouajila). Toutefois, le réseau terroriste monte rapidement en puissance : ses premières cellules font sauter un bus, puis un théâtre, tous deux remplis de monde. Hub parvient à arrêter une troisième cellule qui menaçait une école primaire, mais la suivante anéantit le bâtiment de l'antiterrorisme et la quasi-totalité de son personnel. Ce dernier attentat amène le Président des États-Unis à décréter l'état d'urgence avec l'accord du Congrès et à placer New York sous loi martiale. Les forces militaires déployées dans la ville sont sous les ordres du major-général William Devereaux (Bruce Willis), qui n'hésite pas à employer tous les moyens, même les plus ignobles et les plus extrêmes, pour éradiquer le réseau.

## Fiche technique
- Titre original : The Siege
- Titre français : Couvre-feu
- Titre québécois : Le Siège
- Réalisation : Edward Zwick
- Scénario : Lawrence Wright, Menno Meyjes et Edward Zwick, d'après une histoire de Lawrence Wright
- Musique : Graeme Revell
- Photographie : Roger Deakins
- Montage : Steven Rosenblum
- Décors : Lilly Kilvert (en)
- Costumes : Ann Roth
- Production : Lynda Obst, Edward Zwick, Jonathan Filley, Robin Budd et Peter Schindler
- Tagline : Freedom is History (litt. La liberté est caduque)
- Société de production : 20th Century Fox
- Sociétés de distribution : 20th Century Fox (États-Unis), UFD (France)
- Budget : 70 millions USD
- Pays de production :  États-Unis
- Format : Couleurs - 2,35:1 - Dolby Digital / SDDS - 35 mm
- Genre : thriller
- Durée : 116 minutes
- Dates de sortie :
  - États-Unis : 6 novembre 1998
  - France et Belgique : 16 décembre 1998

## Distribution
- Denzel Washington (VF : Jacques Martial[1] ; VQ : Alain Zouvi) : l'agent spécial fédéral Anthony « Hub » Hubbard
- Annette Bening (VF : Pauline Larrieu[1] ; VQ : Marie-Andrée Corneille) : l'agent Elise Kraft / Sharon Bridger
- Bruce Willis (VF : Patrick Poivey[1] ; VQ : Jean-Luc Montminy) : le major-général William Devereaux
- Tony Shalhoub (VF : Sid Ahmed Agoumi[1] ; VQ : Manuel Tadros) : l'agent spécial Frank Haddad du FBI
- Sami Bouajila (VF : Lui-même) : Samir Nazhde
- Mark Valley (VF : Patrice Baudrier ; VQ : Daniel Picard) : l'agent fédéral Mike Johanssen
- Lance Reddick (VF : Jean-Paul Pitolin[1] ; VQ : Pierre Chagnon) : l'agent fédéral Floyd Rose
- Ahmed Ben Larby : Sheik Achmed Bin Talal
- Mosleh Mohamed : Muezzin
- Lianna Pai (VF : Yumi Fujimori[1] ; VQ : Élise Bertrand) : Tina Osu
- Jack Gwaltney (VF : Gérard Darier[1]) : Fred Darius
- David Proval (VF : Joel Zaffarano[1] ; VQ : Raymond Bouchard) : Danny Sussman
- Aasif Mandvi : Khalil Saleh
- Amro Salama : Tariq Husseini
- Victor Slezak : le colonel Hardwick
- Chip Zien : le chef de cabinet de la Maison-Blanche
- John Henry Cox : le Président de la Chambre
- Dakin Matthews : le sénateur Wright
- John Rothman : le député Marshall
- E. Katherine Kerr : la procureure générale des États-Unis
- Will Lyman : le directeur du FBI
- Ray Godshall : le directeur de la CIA
- Jimmie Ray Weeks : un général de l'US Army

## Production

### Tournage
Le tournage a débuté le 28 janvier 1998 et s'est déroulé à New York et en Californie.

## Bande originale
- First You Cry, interprété par Little Buster and the Soul Brothers.
- Great Leap Forward, interprété par Simple Minds.

## Accueil

### Critique
Le film reçoit des critiques partagées dans la presse . Sur l'agrégateur américain Rotten Tomatoes, il récolte 44% d'opinions favorables pour 62 critiques et une note moyenne de 5,7⁄10. Le consensus suivant résume les critiques compilées par le site : « Un film d'action passionnant et bien rythmé ». Sur Metacritic, il obtient une note moyenne de 53⁄100 pour 25 critiques.
En France, le film obtient une note moyenne de 3⁄5 sur le site Allociné, qui recense 4 titres de presse.

### Box-office
La presse signale qu'un certain nombre d'Américains auraient payé leur place uniquement pour voir la bande-annonce de Star Wars, épisode I : La Menace fantôme projetée en avant-première, pour ensuite ressortir de la salle sans même voir le film,. Le film totalise plus de 116 millions de dollars au box-office mondial pour un budget de 70 millions de dollars.
| Pays ou région    | Box-office      | Date d'arrêt du box-office | Nombre de semaines |
| ----------------- | --------------- | -------------------------- | ------------------ |
| États-Unis Canada | 40 981 289 $    | 28 janvier 1999            | 12                 |
| France            | 911 303 entrées |                            | -                  |
| Total mondial     | 116 672 912 $   | -                          | -                  |

### Controverse
En 1998, le réalisateur Edward Zwick est accusé de racisme envers les musulmans. L'internement massif des jeunes Arabes de Brooklyn décrit dans le film est un des éléments controversés. De même, la manière dont les Arabes sont présentés dans le scénario a été jugée (en particulier par l'American-Arab Anti-Discrimination Committee) comme insultante et injurieuse : « Chaque fois qu'un Arabe accomplit le rituel de se laver les mains avant la prière, cette image annonce au spectateur qu'il va y avoir de la violence ». Ce à quoi le réalisateur répondit que « certains « méchants » dans le film étaient membres du gouvernement des États-Unis » et « un film n'est pas toujours fait pour divertir les spectateurs mais aussi pour les faire réfléchir »,.

## Distinctions
- Prix du pire acteur pour Bruce Willis, pour ses rôles dans Couvre-feu, Armageddon et Code Mercury, lors de la 19e cérémonie des Razzie Awards en 1999.

## Analyse
Le film connait un regain d'intérêt à la suite des attentats du 11 septembre 2001. Il est vu comme prémonitoire sur plusieurs thématiques comme le terrorisme, le djihadisme, le climat anxiogène, la sauvegarde des libertés ou la torture,,.